# تذكرة الفقهاء
تذكرة الفقهاء هو كتاب في فقه الشيعة من تأليف العلامة الحلي  أُلِّف الكتاب بناءً على طلب فخر المحقق بن العلامة الحلي.

## الملخص
يُعد كتاب تذكرة الفقهاء من أعظم الكتب في الفقه الشيعي أو الفقه المذهبي. ويستشهد علماء آخرون بالكتاب في مراجع أعمالهم. ويشير العلامة الحلي بشكل أساسي إلى آراء وأفكار الشيخ الطوسي أكثر من آراء وأفكار علماء الشيعة الآخرين.
يقول العلامة الحلي عن نيته في بيان وشرح خلاصة فتاوى الفقهاء وقواعد العلماء: «أحسن التفسير، وأصح الطرق، وأصوب الأساليب، وأوثق الطرق».
وقد لخص الكتاب أحد تلاميذ العلامة الحلي وهو ابن مُطوّج البحرانبي في كتاب أسماه مختصر التذكرة.

## المحتوى
لقد قسم المؤلف الكتاب إلى أربع أحكام: في الصلاة، وفي المعاملات، وفي الإلزام المنفرد، وفي الأحكام القضائية. وينقسم الكتاب إلى خمسة عشر بابًا؛ منها: كتاب الطهارة، وكتب الصدقة والصيام، وكتاب الحفظ، وكتاب شراء النقد أو الائتمان.
يتميز الكتاب بالعديد من الخصائص، منها: الرجوع إلى الإجماع بجمهور العلماء أو أكثر،  والتوثيق من خلال روايات الأئمة،  ورفض المبادئ الشرعية كالاستحسان والقياس باعتبارها متغيرات،  والاستفادة من المصادر العامة.

## النشر
وقد نُشِر كتاب التذكرة بشكل متكرر في العراق وإيران. تقليديًّا، يأتي الكتاب في اثني عشر مجلدًا، ولكن الطبعات اللاحقة لا تتبع هذه الممارسة بالضرورة.
كما نشر العلامة مظفر والسيد مرتضى خلخالي أجزاءً من كتاب التذكرة في النجف.

## روابط خارجية
- Tomala، Yvonne (1968). al-Mujallad al-awwal[-al-thānĭ] min kitab Tadhkirat al-fuqahā'.: al-Mujallad 1. مؤرشف من الأصل في 2023-04-24.
- Tahoor Isalamic Encyclopedia
- Josef W. Meri؛ Jere L. Bacharach (2006). Medieval Islamic Civilization: A-K, index. Taylor & Francis. ص. 150. ISBN:978-0-415-96691-7. مؤرشف من الأصل في 2023-04-09.
- Michael Cook؛ Najam Haider؛ Intisar Rabb؛ Asma Sayeed (8 يناير 2013). Law and Tradition in Classical Islamic Thought: Studies in Honor of Professor Hossein Modarressi. Palgrave Macmillan. ص. 113. ISBN:978-0-230-11329-9.
- Najam Haider (26 سبتمبر 2011). The Origins of the Shī'a: Identity, Ritual, and Sacred Space in Eighth-Century Kūfa. Cambridge University Press. ص. 110. ISBN:978-1-139-50331-0. مؤرشف من الأصل في 2023-05-16.